# Dønna

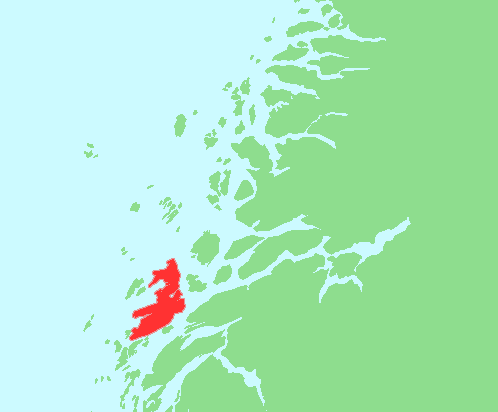
Ön Dønnas läge.

Dønna är den största ön i Dønna kommun i Nordland fylke i norra Norge. Ön ligger nordväst om staden Sandnessjøen och täcker en yta på 137 kvadratkilometer. På ön ligger tätorten Solfjellsjøen som är kommunens centralort. År 2017 hade ön Dønna och ön Skorpa totalt 1 235 invånare.